# Bebaubarkeit
Zur Bebaubarkeit eines Baugrundstücks mit einem Gebäude oder einer baulichen Anlage bedarf es verschiedener praktischer wie rechtlicher Voraussetzungen.
Der Baugrund muss tragfähig und standfest sein und außerhalb eines ausgewiesenen Überschwemmungsgebiets liegen.
Die Erschließung des Grundstücks muss gegeben oder baurechtlich zulässig sein.
Dazu gehören:
- Eine Zugangs- oder Zufahrtsmöglichkeit[1]
- Je nach Art der Bebauung eine Zugangs- oder Zufahrtsmöglichkeit für die Feuerwehr entsprechend der geltenden Bauordnung[2]
- Versorgungs- und Entsorgungsleitungen bzw. Hausanschlüsse
  - zur Energieversorgung, d. h. insbesondere der Elektrizitätsversorgung, gegebenenfalls auch der Versorgung mit Erdgas oder Fernwärme
  - zur Trinkwasserversorgung
  - zur Abwasserentsorgung
  - gegebenenfalls zur Telekommunikation.

## Rechtliche Voraussetzungen
Grundlegend ist die bauplanungsrechtliche Zulässigkeit eines Bauvorhabens.
Sofern es sich nicht um ein genehmigungsfreies Bauvorhaben handelt entscheidet letztlich eine positiv beschiediene Bauvoranfrage oder eine Baugenehmigung über die Zulässigkeit einer Bebauung.